# Earl of Arran
Earl of Arran ist ein erblicher britischer Adelstitel, der viermal in der Peerage of Scotland und dreimal in der Peerage of Ireland verliehen wurde.
Die schottischen Titel sind benannt nach der Isle of Arran in Schottland, die irischen nach den Aran-Inseln vor der Westküste Irlands.

## Schottische Verleihungen

Ursprüngliches Wappen des schottischen Earldoms of Arran

Der Titel wurde in der Peerage of Scotland erstmals am 26. April 1467 an Thomas Boyd verliehen, wurde ihm jedoch bereits 1469 wegen Hochverrats aberkannt und erlosch.
In zweiter Verleihung wurde der Titel am 11. August 1503 für James Hamilton, 2. Lord Hamilton neu geschaffen. Dieser hatte bereits 1479 den Titel Lord Hamilton geerbt, der 1445 seinem Vater verliehen worden war. Seinem Enkel, dem 3. Earl, wurden 1581 seine Titel wegen Hochverrates aberkannt und seine Ländereien durch die Krone eingezogen. Am 28. Oktober 1581 wurde der Titel in dritter Verleihung an James Stewart verliehen, zusammen mit dem nachgeordneten Titel Lord of Avane and Hamilton. Auch er verwirkte seine Titel 1585 wegen Hochverrats, woraufhin dem 3. Earl zweiter Verleihung seine Titel und Ländereien zurückerstattet wurden. Als 4. Earl folgte diesem 1609 sein Neffe James Hamilton, der 1604 bereits den 1599 seinem Vater verliehenen Titel Marquess of Hamilton geerbt hatte und 1619 in der Peerage of England auch zum Earl of Cambridge erhoben wurde.
Dessen Sohn, der 2. Marquess, wurde 1643 zum Duke of Hamilton erhoben. Zusammen mit dem Dukedom wurden ihm die nachgeordneten Titel Marquess of Clydesdale, Lord Aven and Innerdale sowie in vierter Verleihung erneut der Titel Earl of Arran verliehen. Die Verleihung erfolgte mit der besonderen Erbregelung, dass die Titel in Ermangelung eigener männlicher Nachkommen auch an dessen Bruder und dessen männliche Nachkommen, sowie in deren Ermangelung auch in weiblicher Linie vererbbar seien. Da der 1. Duke keine Söhne hatte fielen alle seine Titel 1649 an seinen Bruder William Hamilton als 2. Duke. Als dieser ohne Nachkommen starb, erloschen alle seine Titel bzw. ruhen seither, mit Ausnahme der vier Titel der Verleihung von 1643, die aufgrund der besonderen Erbregelung an dessen Nichte Anne, die Tochter des 1. Dukes, fielen. Ihr Sohn, James Douglas-Hamilton, 4. Duke of Hamilton wurde 1711 auch zum Duke of Brandon erhoben. Das Earldom Arran (vierter Verleihung) ist seither ein nachgeordneter Titel des jeweiligen Duke of Hamilton und Duke of Brandon.

## Irische Verleihungen

Wappen des Earls of Arran (1762)

In der Peerage of Ireland wurde der Earlstitel erstmals am 13. Mai 1662 an Lord Richard Butler, einen jüngeren Sohn des James Butler, 1. Duke of Ormonde verliehen, zusammen mit den nachgeordneten Titeln Viscount Tullogh und Baron Butler of Cloughgrenan. Am 27. August 1673 wurde er in der Peerage of England auch zum Baron Butler of Weston erhoben. Die Titel erloschen, als er am 25. Januar 1686 ohne männlichen Erben starb.
In zweiter Verleihung wurde der Titel am 8. März 1693 dessen Neffen Charles Butler verliehen, zusammen mit den nachgeordneten Titeln Viscount of Tullogh und Baron Butler of Cloughgrenan. Am 23. Januar 1694 wurde ihm zudem der Titel Baron Butler of Weston verliehen. 1745 erbte er auch die Titel 3. Duke of Ormonde und 7. Earl of Ormonde. Alle seine Titel erloschen, als er am 17. Dezember 1758 ebenfalls ohne Erben starb.
Ein drittes Mal wurde die Würde am 12. April 1762 verliehen, nunmehr an Arthur Gore, 1. Viscount Sudley. Dieser war ein irischer Politiker, der bereits am 15. August 1758 zum Viscount Sudley, of Castle Gore in the County of Mayo, und Baron Saunders, of Deeps in the County of Wexford, erhoben worden war. Er hatte bereits 1741 von seinem Vater Sir Arthur Gore, 2. Baronet (um 1685–1741) den Titel Baronet, of Newton Gore in the County of Mayo, geerbt, der 1662 in der Baronetage of Ireland seinem Urgroßvater Sir Arthur Gore, 1. Baronet († 1697) verliehen worden war. Sein Urenkel, der 5. Earl, wurde am 7. November 1884 in der Peerage of the United Kingdom zum Baron Sudley, of Castle Gore im County of Mayo erhoben, womit bis 1999 ein Sitz im britischen House of Lords verbunden war. Der älteste Sohn des jeweiligen Earls führt als Heir apparent den Höflichkeitstitel Viscount Sudley.

## Liste der Earls of Arran (Peerage of Scotland)

### Earls of Arran, erste Verleihung (1467)
- Thomas Boyd, 1. Earl of Arran († um 1472) (Titel verwirkt 1469)

### Earls of Arran, zweite Verleihung (1503)
- James Hamilton, 1. Earl of Arran (1475–1529)
- James Hamilton, 2. Earl of Arran (1516–1575)
- James Hamilton, 3. Earl of Arran (1537–1609) (Titel verwirkt 1581; Titel wiederhergestellt 1585)
- James Hamilton, 2. Marquess of Hamilton, 4. Earl of Arran (1589–1625)
- James Hamilton, 1. Duke of Hamilton, 5. Earl of Arran (1606–1649)
- William Hamilton, 2. Duke of Hamilton, 6. Earl of Arran (1616–1651) (Titel ruht 1651)

### Earls of Arran, dritte Verleihung (1581)
- James Stewart, 1. Earl of Arran († 1596) (Titel verwirkt 1585)

### Earls of Arran, vierte Verleihung (1643)
- James Hamilton, 1. Duke of Hamilton, 1. Earl of Arran (1606–1649)
- William Hamilton, 2. Duke of Hamilton, 2. Earl of Arran (1616–1651)
- Anne Hamilton, 3. Duchess of Hamilton, 3. Countess of Arran (1632–1716)
- James Douglas-Hamilton, 4. Duke of Hamilton, 1. Duke of Brandon, 4. Earl of Arran (1658–1712)
- James Douglas-Hamilton, 5. Duke of Hamilton, 2. Duke of Brandon, 5. Earl of Arran (1703–1743)
- James Douglas-Hamilton, 6. Duke of Hamilton, 3. Duke of Brandon, 6. Earl of Arran (1724–1758)
- James Douglas-Hamilton, 7. Duke of Hamilton, 4. Duke of Brandon, 7. Earl of Arran (1755–1769)
- Douglas Douglas-Hamilton, 8. Duke of Hamilton, 5. Duke of Brandon, 8. Earl of Arran (1756–1799)
- Archibald Douglas-Hamilton, 9. Duke of Hamilton, 6. Duke of Brandon, 9. Earl of Arran (1740–1819)
- Alexander Douglas-Hamilton, 10. Duke of Hamilton, 7. Duke of Brandon, 10. Earl of Arran (1767–1852)
- William Douglas-Hamilton, 11. Duke of Hamilton, 8. Duke of Brandon, 11. Earl of Arran (1811–1863)
- William Douglas-Hamilton, 12. Duke of Hamilton, 9. Duke of Brandon, 12. Earl of Arran (1845–1895)
- Alfred Douglas-Hamilton, 13. Duke of Hamilton, 10. Duke of Brandon, 13. Earl of Arran (1862–1940)
- Douglas Douglas-Hamilton, 14. Duke of Hamilton, 11. Duke of Brandon, 14. Earl of Arran (1903–1973)
- Angus Douglas-Hamilton, 15. Duke of Hamilton, 12. Duke of Brandon, 15. Earl of Arran (1938–2010)
- Alexander Douglas-Hamilton, 16. Duke of Hamilton, 13. Duke of Brandon, 16. Earl of Arran (* 1978)

Voraussichtlicher Titelerbe (Heir apparent) ist der Sohn des aktuellen Titelinhabers, Douglas Douglas-Hamilton, Marquess of Douglas and Clydesdale (* 2012).

## Liste der Earls of Arran (Peerage of Ireland)

### Earls of Arran, erste Verleihung (1662)
- Richard Butler, 1. Earl of Arran (1639–1686)

### Earls of Arran, zweite Verleihung (1693)
- Charles Butler, 3. Duke of Ormonde, 1. Earl of Arran (1671–1758)

### Earls of Arran, dritte Verleihung (1762)
- Arthur Gore, 1. Earl of Arran (1703–1773)
- Arthur Gore, 2. Earl of Arran (1734–1809)
- Arthur Gore, 3. Earl of Arran (1761–1837)
- Philip Gore, 4. Earl of Arran (1801–1884)
- Arthur Gore, 5. Earl of Arran (1839–1901)
- Arthur Gore, 6. Earl of Arran (1868–1958)
- Arthur Gore, 7. Earl of Arran (1903–1958)
- Arthur Gore, 8. Earl of Arran (1910–1983)
- Arthur Gore, 9. Earl of Arran (* 1938)

Mutmaßlicher Titelerbe (Heir Presumptive) ist ein Nachfahre des zweiten Earls, William Henry Gore (* 1950), Sohn von Paul Annesley Gore (1921–2012). Für die Baronie Sudley existiert kein Erbe.